# Неоновая империя
«Неоновая империя» (англ. The Neon Empire) — кинофильм режиссёра Ларри Пирса. Первоначально транслировался 3 и 4 декабря 1989 года на телеканале Showtime.

## Сюжет
Нью-Йорк, 1940-е годы. Гангстерская группировка создаёт первое казино в Лас-Вегасе, закладывая тем самым основы для местной индустрии азартных игр. Главными героями выступают Джуниор Молов и Люси, прототипами которых являются Бенджамин «Багси» Сигел и его возлюбленная Вирджиния Хилл.

## В ролях
| Актёр            | Роль          |
| ---------------- | ------------- |
| Рэй Шарки        | Джуниор Молов |
| Линда Фиорентино | Люси          |
| Дилан Макдермотт | Вик           |
| Гэри Бьюзи       | Фрэнк Вестон  |

## Интересные факты
Фильм является сокращённой версией одноименного четырёхчасового телефильма.